# Luisenstraße 86

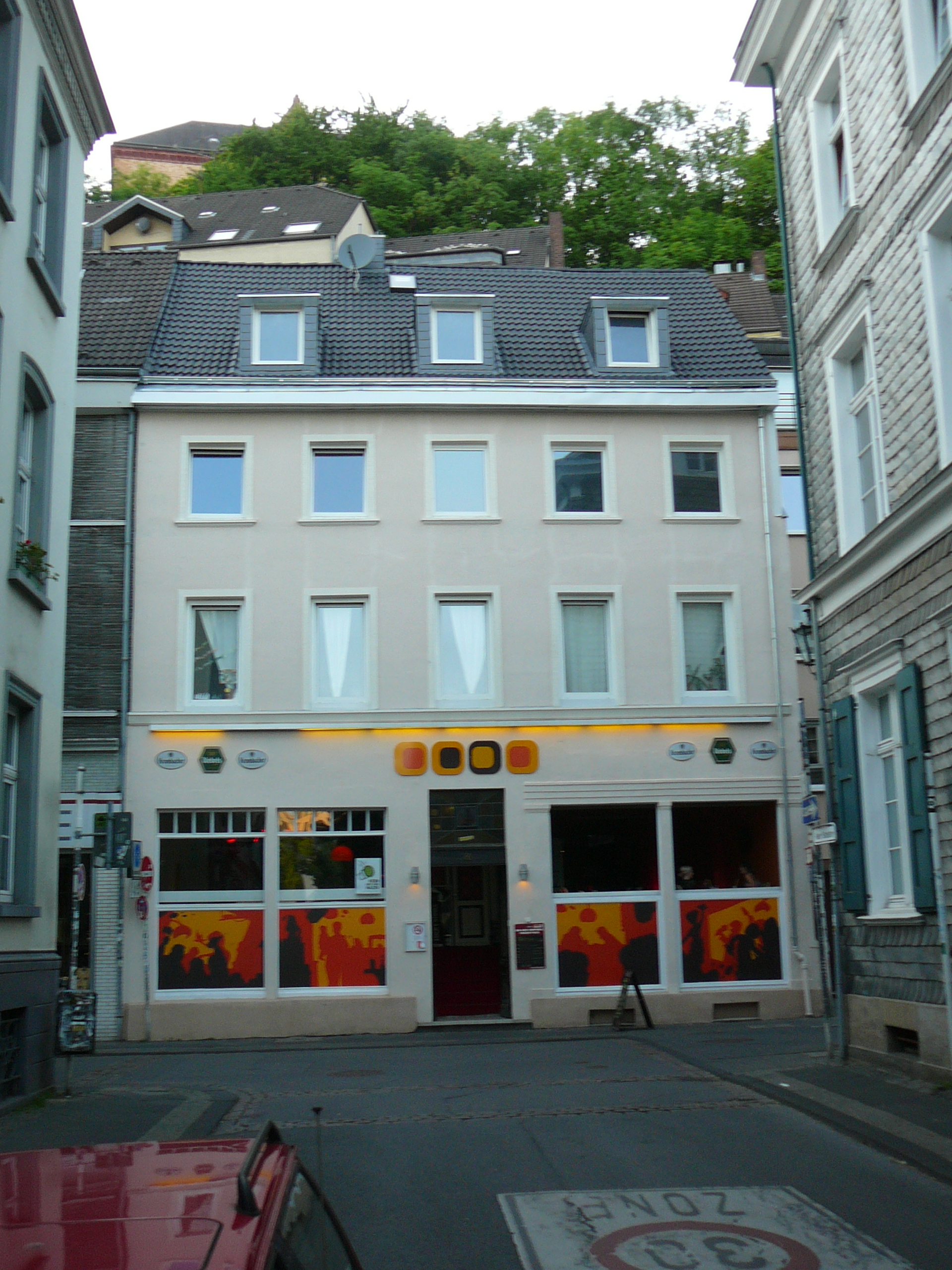
Wohn- und Geschäftshaus Luisenstraße 86

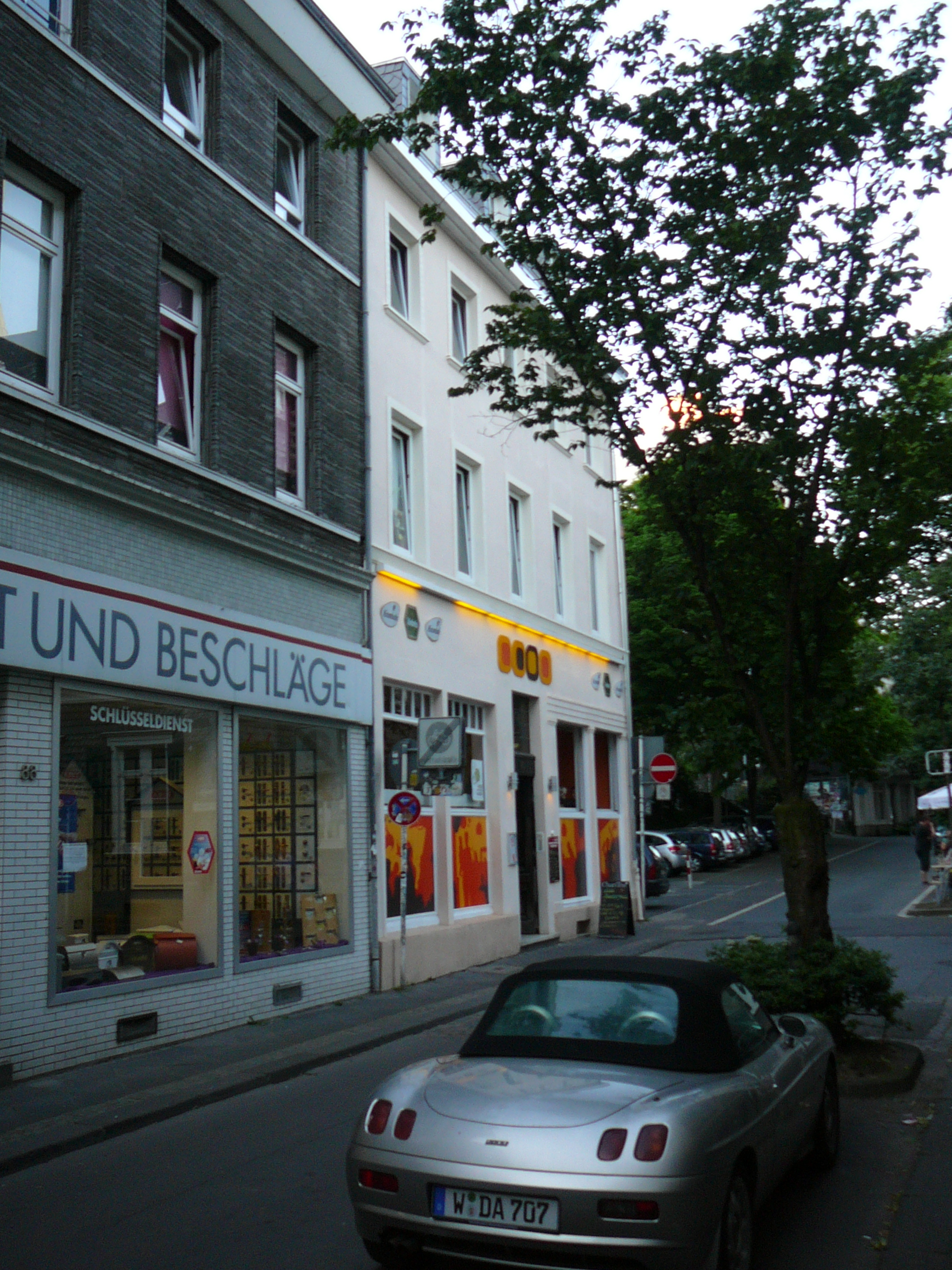
Wohn- und Geschäftshaus Luisenstraße 86

Das Objekt Luisenstraße 86 ist ein Wohn- und Geschäftshaus im Wuppertaler Wohnquartier Nordstadt im Stadtbezirk Elberfeld.

## Baubeschreibung
Die schlichte Putzfassade an der Schauseite zur Luisenstraße des gründerzeitlichen Hauses ist fünfachsig gegliedert. Das Erdgeschoss ist als Ladenlokal, beziehungsweise in der heutigen Nutzung als Café, ausgebaut und dominiert mit seinen Schaufenstern die Fassade. Das Gebäude wird in einem mittig gelegenen Eingang erschlossen.
Die sichtbare östliche Giebelwand ist im oberen Teil verschiefert, im unteren Bereich glatt verputzt.
Das Satteldach wurde zu beiden Seiten mit je drei Dachgauben ausgeführt.

## Geschichte
Das Haus wurde am 16. März 1987 als Baudenkmal in die Denkmalliste der Stadt Wuppertal eingetragen.
Seit 2003 ist im Ladenlokal das Café „Beatz & Kekse“ im Einrichtungs-Stil der 1970er ansässig, zuvor wurde das Ladenlokal unter dem Namen „Tante Luise“ betrieben. Das Betreiben einer Außengastronomie in den Sommermonaten wurde dem Betreiber des Lokals „Beatz & Kekse“ ab 2006 gestattet.
Bei einem Brand am 27. November 2010 in einer Wohnung im Dachgeschoss wurde das ganze Haus durch Löschwasser in Mitleidenschaft gezogen. Es gilt vorerst als unbewohnbar. Ausgelöst wurde der Brand durch Schweißarbeiten auf dem Dach des östlichen Nachbargebäudes, das in seiner Fluchtlinie zurück steht. Bei dem Brandschaden ist erheblicher materieller Schaden entstanden, nach den ersten Ermittlungen, die von der Polizei veröffentlicht worden sind, wird dieser auf mindestens 100.000 Euro geschätzt.